# Петров, Александр Павлович (баскетболист, 1956)
Александр Павлович Петров (20 апреля 1956, Пермь) — советский и украинский баскетболист. Мастер спорта СССР. Призёр чемпионатов Европы среди ветеранов; призер чемпионатов мира и игр Лиги Чемпионов FIMBA; учредитель АВБУ; вице-президент МБК «AMIGO» (Николаев).

## Биография
— 1973 чемпион Европы среди юношей в составе сборной СССР (U-16).
— 1973 игрок команды мастеров «Спартак» (Ленинград) (высшая лига СССР).
— 1975 серебряный призер Спартакиады народов СССР-1975 в составе сборной Ленинграда.
— 1976 игрок команды мастеров «Спартак» (Николаев) (высшая лига СССР).
— 1977 серебряный призер Универсиады Украины 1977 в составе команды Николаевского кораблестроительного института НКИ (Николаев).
— 1984 закончил карьеру игрока команды мастеров НКИ (Николаев) (первая лига).
— 1983 серебряный призер Спартакиады Украины 1983 в составе сборной Николаевской области.
— чемпион и многократный призер чемпионатов Украины среди ветеранов в составе сборной Николаева.
— многократный победитель кубка и чемпионатов Николаева в составе команды Николаевской Ассоциации ветеранов баскетбола «Юпитер».
Вице-президент Макси баскетбольного клуба «AMIGO», Николаев — официального Представительства FIMBA в Украине.
Тренер команд FIMBA Ukraine (45+, FIMBA Euro’2004, Helsinky, Finland; 50+, FIMBA Euro’2006, Hamburg, Germany; 40+, EuroBasket’2005, Nice, France)